# Трибуна трудящих
Трибу́на трудя́щих — колишня газета Харківського району, яка видавалася у 1937-2022 роках.

## Історія
Перший номер було опубліковано 18 липня 1937 року. До 1965 року ця газета мала різні назви: «Червоний прапор», «Ленінська правда». З 2010 року стала друкуватися не лише для Харківського району, а й для Харківської області.
Свого часу вважали почесним надрукувати тут свої твори Остап Вишня і Максим Рильський.
До кінця 2018 року була державною газетою, а після - стала приватною.
З 2022 року випуск газети припинився.